# 미바리오
미바리오(스페인어: Mi Barrio)는 칠레 버라이어티 프로그램. 메가에서 2021년 4월 10일 첫 공개됐다.

## 요약
모란 데콘 콤파니 아는 2021년에 취소 된 2021년에 취소되고 미 바리오 원래 쇼와 비교 캐스터이지만, 다른 사회가로 대체했다.미 바리오 원래 쇼에서 페르난도 고도이 (es) 보유했다. Mi Barrio은 "우리 동네"의 스페인어. 모란 데콘 콤파니 아이 한 것처럼, 블랙 유머, 레부 풍자, 바보 유머, 더블 미니 응 상자가 포함되어있었다.

## 깁스

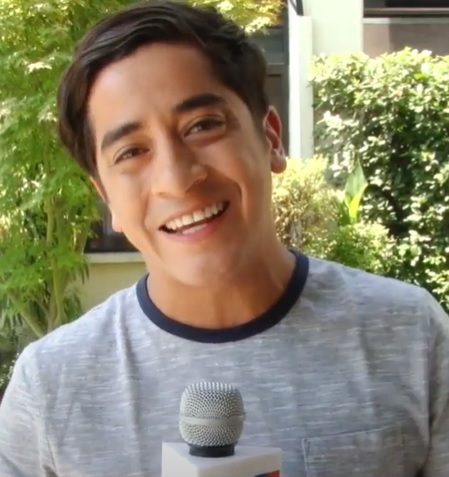
페르난도 고도이.

- 페르난도 고도이 "Don Víctor과 Ministro Paris"(칠레 보건 장관의 패러디)
- 미구에리토 (한스 크리스티안 마루빠루티다) "Miguelito"
- 파올라 토론코소 "Paola"
- 커트 카레라 "Kurt"
- 진 와일드 "Chetumé"
- 패트리샤 코 프렛 "Paty Cofré"
- 마리아 호세 키로 "Doctora Daza"(칠레 보건 장관의 패러디)
- 카를로스 디아즈 "Ángel"
- 구스타보 베세라 "Julio"
- 솔란지 놀스라킨톤 "Brenda"

## 논란

### BTS 패러디, 그리고 한국에 대한 인종 차별적 인 농담
첫 번째 장에서는 K-POP과 가장 유명한 그룹, 특히 BTS를 조롱 패러디가 만들어졌다. 유머 스케치는 한국의 팝 뮤직 비디오 댄스의 패러디이다 간단한 춤에서 시작하지만, 댄서 (BTS를 에뮬레이션 한)가 말문을 열었다 때 문제가 발생하기 시작했다. 김정원 (One), 김정 투 (Two), 김정 스리 (Three) 북한 김정은의 최고 지도자 스페인어로 명확한 패러디. 이것은 한국 사람을 화나게. 그 후, 댄서 1 명이 무의미한 문구를 喃語 시작, 의미없는 소리였다해도 한국어를 '모방'한다. 그들이 그에게 그 문구가 스페인어로 무엇을 의미 하는가 물었을 때, 그는 말했다 : 나는 이미 예방 접종을 받았다.(ya me vacuné) 한국은 아시아 인이 전염병과 그 기원의 모두를 일으키는로 지속적으로 연결되어 있기 때문에 선택 코로나 바이러스 감염의 세계적인 보급 때문에 아시아 인이 앓고 에티구마 화의 예로 지적했다. 그 영향은 칠레 TV를 규제하는 국가 기관에 프로그램이 여러 번 비난하는 정도에 이르러,이 사건은 국제적인 비판의 대상이되었다. 한국 언론인 스케치를 인종 차별 주의자라고 무례하다고도 말했다. 프로그램을 제작하고있는 칠레 채널, 메가 처음에는 인종 차별적 인 의도를 가진 루틴임을 부정했지만 아시아의 다양한 사람들을 스케치 화나게했기 때문에 공개 사과 했다.

### 역겨운 부엌 스케치
요리 TV 프로그램의 패러디에서 휴 유 몇번 고도이 특별한 요리사를 연기 더러운 옷, 썩은 음식, 화장실 물 등 싫은 재료를 사용한 요리가 특징 인 그의. 7월 31일 (한국에서는 8월 1일)의 에피소드에서 요리사가 싫은 재료로 아주 냄새 나는 음식을 준비한다. 그는 그의 비서 인 여자 그의 준비를 테스트시켰다. 그녀는 매우 구역질, 구토하기 시작했다. 그것은 들렸는데, 카메라 앞에서는하지 않았다. 그 직후, 요리사가 요리 한 것을 맛 이번에는 카메라 앞에서 냄비에 구토한다. 표시된 구토 진짜가 아니라 스케치의 일부에 지나지 않는 것이 보증되고 있었지만, 그러나이 프로그램은 모르고 감성을 해칠 수있는 불쾌한 이미지를 보여줬다로 관객에서 강하게 비판했다. 그는 이 사건에 출연 한 뒤 자신이 쇼를 종료하고 있다는 소문도 있었다.